# Alderson (Virgínia de l'Oest)
Alderson és una població dels Estats Units a l'estat de Virgínia de l'Oest. Segons el cens del 2000 tenia 1.091 habitants.

## Demografia
Segons el cens del 2000, Alderson tenia 1.091 habitants, 481 habitatges, i 305 famílies. La densitat de població era de 468 habitants per km².
Dels 481 habitatges en un 25,8% hi vivien nens de menys de 18 anys, en un 43% hi vivien parelles casades, en un 16% dones solteres, i en un 36,4% no eren unitats familiars. En el 34,5% dels habitatges hi vivien persones soles el 17,5% de les quals corresponia a persones de 65 anys o més que vivien soles. El nombre mitjà de persones vivint en cada habitatge era de 2,27 i el nombre mitjà de persones que vivien en cada família era de 2,87.
Per edats la població es repartia de la següent manera: un 23,8% tenia menys de 18 anys, un 8% entre 18 i 24, un 22,9% entre 25 i 44, un 23,6% de 45 a 60 i un 21,7% 65 anys o més.
L'edat mediana era de 41 anys. Per cada 100 dones de 18 o més anys hi havia 83,4 homes.
La renda mediana per habitatge era de 23.043 $ i la renda mediana per família de 29.028 $. Els homes tenien una renda mediana de 31.000 $ mentre que les dones 20.938 $. La renda per capita de la població era de 14.474 $. Entorn del 17,8% de les famílies i el 22,9% de la població estaven per davall del llindar de pobresa.

## Poblacions més properes
El següent diagrama mostra les poblacions més properes.